# Начало: Майкл Джексон
«Начало: Майкл Джексон» (англ. «Square One: Michael Jackson») — документальный фильм 2019 года о первых обвинениях Майкла Джексона в растлении малолетних. Режиссёр Дэнни Ву провёл журналистское расследование событий 1993 года и включил в фильм несколько авторских интервью с людьми, имевшими отношение к происходящему. «Начало» считается одним из непосредственных ответов на обвинения певца, прозвучавшие в начале 2019 года в фильме «Покидая Неверленд».
Премьера в США состоялась 28 сентября 2019 года в Китайском театре TCL, 5 октября прошёл первый показ «Начала» в Лондоне, фильм был официально выпущен на YouTube. В ноябре премьеры также были организованы в кинотеатрах нескольких городов Китая, состоялся показ картины в Нидерландах. В июне 2020 года фильм стал доступен для просмотра на платформе Amazon Prime Video.

## Содержание фильма
Документальная картина повествует о событиях 1993 года, когда отец одного из детей, посещавших поместье Неверленд американского музыканта Майкла Джексона, Эван Чандлер предъявил певцу первые обвинения в растлении малолетнего. В фильм вошли авторские интервью с тогдашней помощницей адвоката Чандлера, с подругой предполагаемой жертвы и другие. Режиссёр Дэнни Ву в своём расследовании подробно рассматривает хронологию происходящего и приходит к выводу, что судебное преследование музыканта было тщательно подстроено, и Джексон был вынужден пойти на финансовое урегулирование гражданского дела с целью защититься в уголовном процессе. Но, получив деньги, Чандлер отказался сотрудничать со следствием и уголовные обвинения так и не были предъявлены за отсутствием доказательств преступления. Режиссёр затронул и поведение средств массовой информации: постоянная погоня за рейтингами и сенсацией привела к огромному количеству громких, но вводящих в заблуждение заголовков. «Начало» считается одним из непосредственных ответов на обвинения певца, прозвучавшие в начале 2019 года в фильме «Покидая Неверленд».

## Премьера и реакция критиков
Премьера в США состоялась 28 сентября 2019 года в Китайском театре TCL, 5 октября прошёл первый показ «Начала» в Лондоне, фильм был официально выпущен на YouTube. В ноябре премьеры также были организованы в кинотеатрах нескольких городов Китая, прошёл показ картины в Нидерландах. В июне 2020 года фильм стал доступен для просмотра на платформе Amazon Prime Video.
По мнению журналиста испанской газеты ABC «Начало» содержит материалы, которые серьёзно противоречат тому, что можно было услышать в «Покидая Неверленд». Подробности, раскрытые в фильме, позволяют поставить под сомнение последующие обвинения против Джексона. Обозреватель журнала Fotogramas написал: «Режиссёр проанализировал процесс против певца и поставил под сомнение достоверность показаний предполагаемой жертвы. Идея фильма ясна: если первое обвинение было сфабриковано — остальные тоже». Журналист итальянского издания Panorama отметил, что «Начало» разрушает известный стереотип о том, что в 1993 году Джексон «купил молчание» обвинителя. Обозреватель портала UK Film Review в своём обзоре пишет: «В картине Ву нет запутанных спекуляций, в ней представлены лишь факты, позволяющие зрителю самому принимать решения. Столкновения мнений будут продолжаться, но „Начало“ — простой, продуманный документальный фильм без гипотез и слухов для тех, кто хочет узнать больше о тех событиях». Рецензент сайта Film Threat посчитал «Начало» очень содержательным фильмом с быстрым развитием сюжета. Хотя, по его мнению, картина теряет динамику, когда режиссёр предоставляет зрителю изучить выдержки из документов или зачитывает их самостоятельно.